# Limenitis punctata
Limenitis punctata är en fjärilsart som beskrevs av Schröder och Colin G.Treadaway 1980. Limenitis punctata ingår i släktet Limenitis och familjen praktfjärilar. Inga underarter finns listade i Catalogue of Life.